# Vrnjci
Vrnjci (srbsky Врњци) jsou vesnice v jižní části Srbska, administrativně spadající pod opštinu Vrnjačka Banja. Leží v širokém údolí řeky Zapadna Morava. 
Název nedalekého města Vrnjačka Banja je odvozen od názvu tohoto sídla.
Z národnostního hlediska je obyvatelstvo v drtivé většině srbské národnosti (přes 88 %). V roce 2011 tu žilo 2268 osob. Počet obyvatel zde relativně stagnuje, či spíše mírně roste.
Vrnjci mají také vlastní zoologickou zahradu, základní školu, fotbalové hřiště, v blízkosti vesnice se nachází i Archeologické naleziště Lađarište. Díky tranzitním silnicím jsou ve Vrnjcích i obchody velkých v Srbsku působících obchodních řetězců, např. Maxi. Nachází se zde hlavní závod společnosti Voda Vrnjci, která stáčí minerální vody v dané lokalitě.
Vrnjci se nachází na silnici č. 23, která kopíruje údolí řeky Západní Moravy a dálnici A5 (tzv. Moravském koridoru, která byla dána do užívání v prosinci 2024. Dálnice nicméně místní vesnici rozdělila na dvě poloviny. Ve stejném směru vede i trať Požega–Stalać, která zde má i nádraží. 